# جوانما (لاعب كرة قدم مواليد 1982)
جوانما (بالإسبانية: Juan Manuel Marrero Monzón) هو لاعب كرة قدم إسباني في مركز الدفاع، ولد في 18 أكتوبر 1982 في لاس بالماس دي غران كناريا في إسبانيا. لعب مع رايو فايكانو وريال أوفييدو ونادي فيسينداريو ونادي لاس بالماس ونادي هويسكا ونومانسيا.

## وصلات خارجية
- جوانما (لاعب كرة قدم مواليد 1982) على موقع قاعدة بيانات كرة القدم.إي يو (الإنجليزية)
- جوانما (لاعب كرة قدم مواليد 1982) على موقع Soccerway.com (الإنجليزية)
- جوانما (لاعب كرة قدم مواليد 1982) على موقع AS.com (الإسبانية)